# 1. deild kvinnur (2007)
W roku 2007 odbyła się 23. edycja 1. deild kvinnur – pierwszej ligi piłki nożnej kobiet na Wyspach Owczych. W rozgrywkach wzięło udział 6 klubów z całego archipelagu. Tytułu mistrzowskiego broniła drużyna KÍ Klaksvík, zdobywając go ponownie po raz dziewiąty w swojej historii.
Każda z drużyn rozegrała po cztery mecze z każdym z przeciwników. Mistrz Wysp Owczych dostawał prawo do gry w Pucharze UEFA Kobiet.

## Uczestnicy
| Uczestnicy 1. deild kvinnur 2006                                                                              | Uczestnicy 1. deild kvinnur 2006 | Uczestnicy 1. deild kvinnur 2006 | Uczestnicy 1. deild kvinnur 2006 |
| --- | -------------------------------- | -------------------------------- | -------------------------------- |
| KÍ | KÍ Klaksvík                      | 1                                |                                  |
| GÍ | GÍ Gøta                          | 2                                |                                  |
| AB | AB Argir                         | 3                                |                                  |
| EBS | EB/Streymur                      | 4                                |                                  |
| B36 | B36 Tórshavn                     | 5                                |                                  |
| NSÍ | NSÍ Runavík                      | 6                                |                                  |
| Oznaczenia: - kolumna pierwsza – skróty nazw drużyn, - kolumna trzecia – miejsce zajęte w poprzednim sezonie. |                                  |                                  |                                  |

## Rozgrywki

### Tabela ligowa
| Lp. | Drużyna         | M  | Z  | R | P  | Bramki | Bramki | Różn. | Pkt | Uwagi                       |
| --- | --------------- | -- | -- | - | -- | ------ | ------ | ----- | --- | --------------------------- |
| 1   | KÍ Klaksvík (M) | 16 | 13 | 2 | 1  | 58     | 8      | +50   | 41  | Puchar UEFA • Runda grupowa |
| 2   | B36 Tórshavn    | 16 | 13 | 2 | 1  | 47     | 11     | +36   | 41  |                             |
| 3   | GÍ Gøta         | 16 | 4  | 3 | 9  | 19     | 45     | −26   | 15  |                             |
| 4   | AB Argir        | 16 | 2  | 2 | 12 | 19     | 49     | −30   | 8   |                             |
| 5   | EB/Streymur (S) | 16 | 1  | 5 | 10 | 16     | 46     | −30   | 8   | Spadek do 2. deild          |
| 6   | NSÍ Runavík (S) | 0  | 0  | 0 | 0  | 0      | 0      | 0     | 0   | Drużyna rozwiązana          |

NSÍ Runavík rozwiązano po osiemnastej kolejce, a wszystkie wyniki anulowano. Do tamtego momentu klub wygrał jedno spotkanie, jedno zremisował, przegrywając pozostałe (dziewięć walkowerem).

### Wyniki spotkań
| Gospodarz \ Gość | AB  | B36 | EBS | GÍ  | KÍ  | NSÍ |
| AB Argir         |     | 0:2 | 2:3 | 3:4 | 1:4 | 1   |
| B36 Tórshavn     | 3:1 |     | 3:0 | 3:0 | 1:0 | 1   |
| EB/Streymur      | 1:1 | 2:4 |     | 2:2 | 0:2 | 1   |
| GÍ Gøta          | 3:1 | 1:2 | 3:3 |     | 0:2 | 1   |
| KÍ Klaksvík      | 7:1 | 2:1 | 6:0 | 4:0 |     | 1   |
| NSÍ Runavík      | 1   | 1   | 1   | 1   | 1   |     |

Aktualne na 13 maja 2015. Źródło: RSSSF.com
Objaśnienia:
1Drużyna gospodarzy jest wymieniona po lewej stronie tabeli.
Kolory: zielony – zwycięstwo gospodarzy, żółty – remis, różowy – zwycięstwo gości.
| Gospodarz \ Gość | AB  | B36 | EBS | GÍ  | KÍ  | NSÍ |
| AB Argir         |     | 2:5 | 0:0 | 5:1 | 0:3 | 1   |
| B36 Tórshavn     | 4:0 |     | 8:1 | 5:0 | 0:0 | 1   |
| EB/Streymur      | 0:1 | 0:2 |     | 2:3 | 0:6 | 2   |
| GÍ Gøta          | 2:1 | 0:2 | 0:0 |     | 0:5 | 1   |
| KÍ Klaksvík      | 7:0 | 2:2 | 3:2 | 5:0 |     | 1   |
| NSÍ Runavík      | 1   | 1   | 1   | 1   | 2   |     |

Aktualne na 13 maja 2015. Źródło: RSSSF.com
Objaśnienia:
1Drużyna gospodarzy jest wymieniona po lewej stronie tabeli.
Kolory: zielony – zwycięstwo gospodarzy, żółty – remis, różowy – zwycięstwo gości.
Objaśnienia:
1. Mecz rozegrany, jednak po rozwiązaniu NSÍ Runavík wynik anulowano.
2. Mecz nierozegrany z powodu rozwiązania NSÍ Runavík po osiemnastej kolejce.

## Najlepsi strzelcy
| Bramki | Strzelcy              | Drużyna        |
| ------ | --------------------- | -------------- |
| 17     | Malena Josephsen      | KÍ Klaksvík    |
| 14     | Rannvá Andreasen      | KÍ Klaksvík    |
| 12     | Malan á Dunga         | B36 Tórshavn   |
| 10     | Sigrid Jacobsen       | KÍ Klaksvík    |
| 10     | Ása Dam á Neystabø    | B36 Tórshavn   |
| 8      | Rudi Zachariassen     | EB/Streymur    |
| 7      | Heidi Sevdal          | B36 Tórshavn   |
| 7      | Mary-Ann Zachariassen | GÍ Gøta        |
| 6      | Hanna Højgaard        | GÍ Gøta        |
| 6      | Elin Kathrina Thomsen | AB Argir       |
| 5      | Vivian Bjartalíð      | KÍ Klaksvík    |
| 3      | 7 zawodniczek         | 7 zawodniczek  |
| 2      | 9 zawodniczek         | 9 zawodniczek  |
| 1      | 14 zawodniczek        | 14 zawodniczek |
| sam.   | 4 zawodniczki         | 4 zawodniczki  |